# International Commerce Centre
Internacional Commerce Center és un gratacel acabat el 2010 a Kowloon, Hong Kong. Forma part del complex Union Square i el nom formal del gratacel és Union Square Phase 7 Supera en altura al 2 International Finance Center, actual edifici més alt de la ciutat. Compta amb una altura total de 484 metres i 118 plantes. En el moment del seu acabament va esdevenir el segon gratacel més alt de Xinesa, per darrere del Shanghai World Financial Center, en Shangai, i en el cinquè del planeta.
El gratacel compta amb un hotel de superluxe de la cadena Ritz-Carlton en les últimes 15 plantes, convertint-se en l'hotel més alt del món.

## Galeria

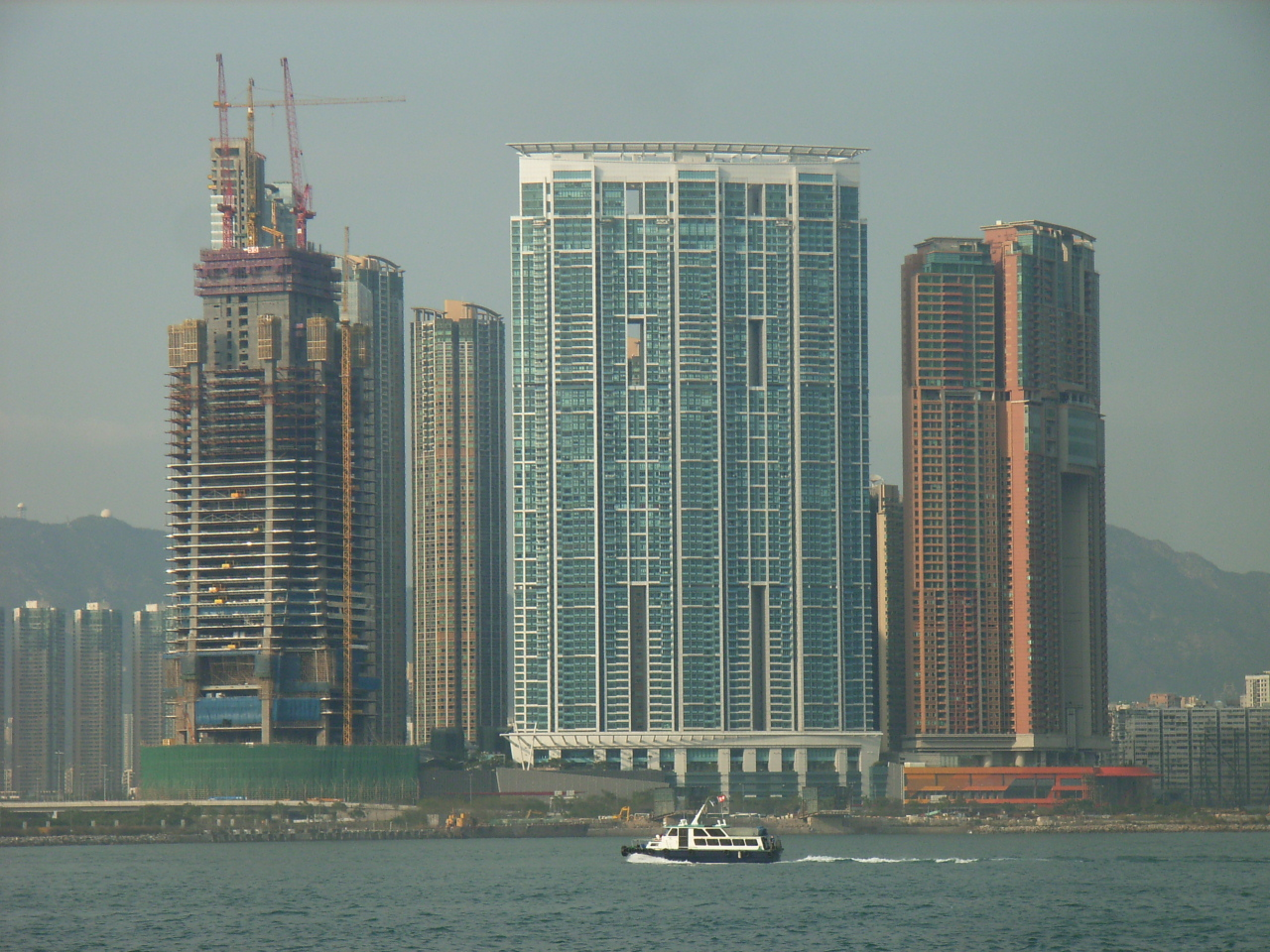
25 de febrer de 2007.
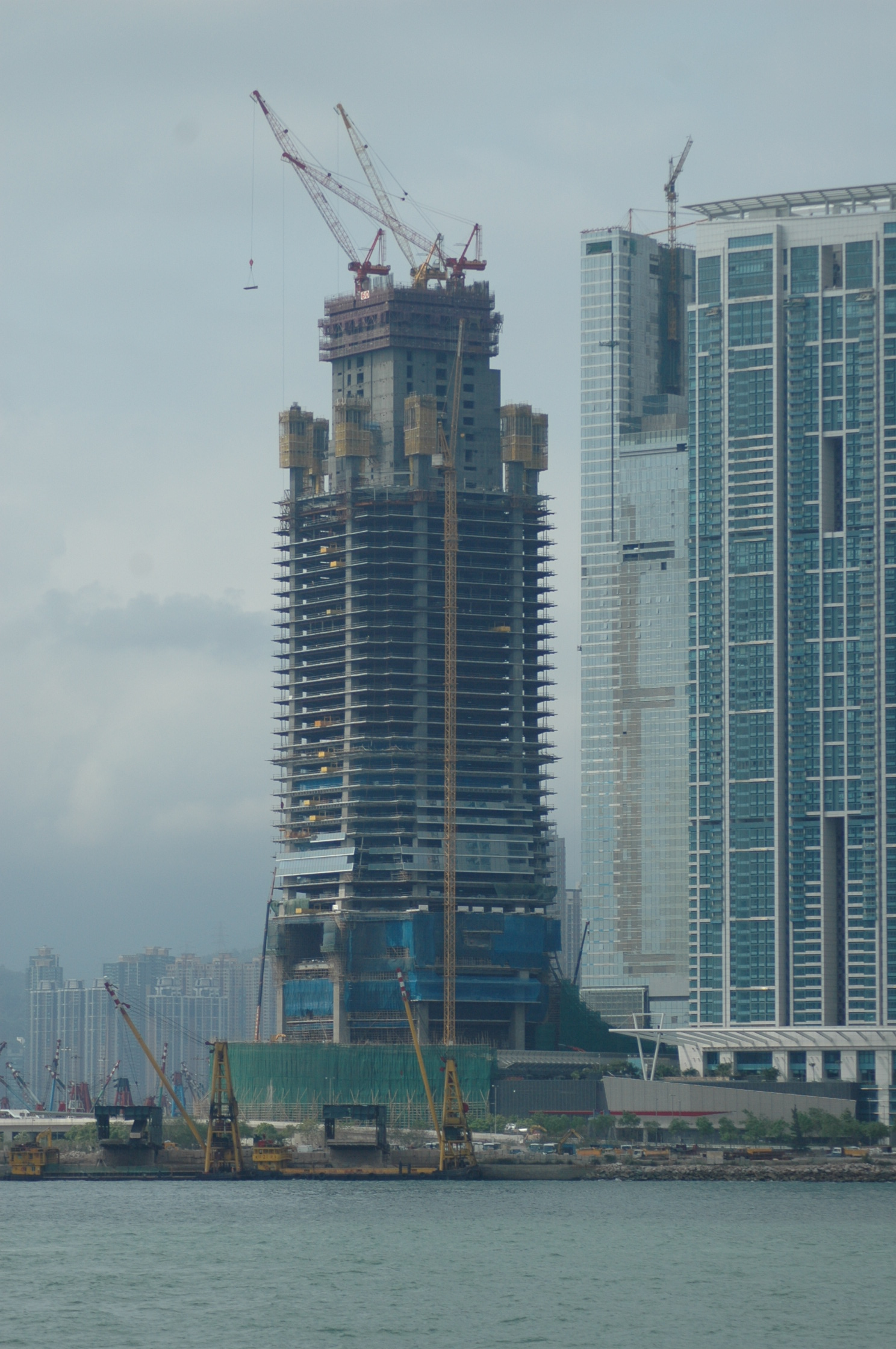
ICC en construcció a 31 de març de 2007.
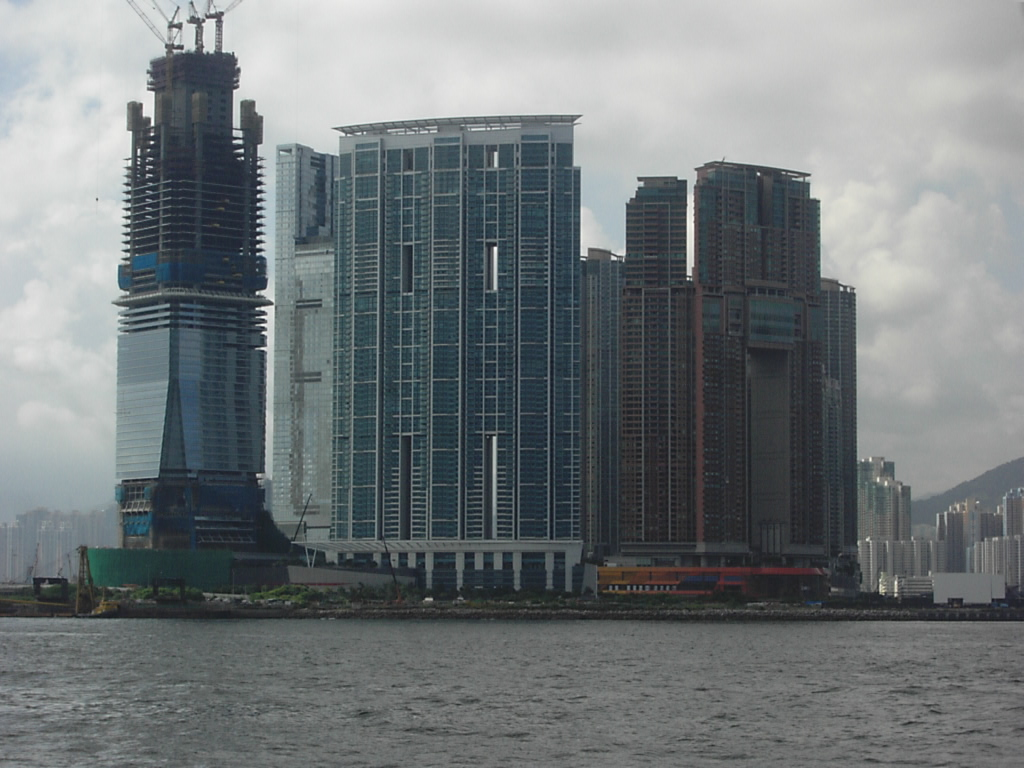
ICC en construcció a 16 de juliol de 2007.
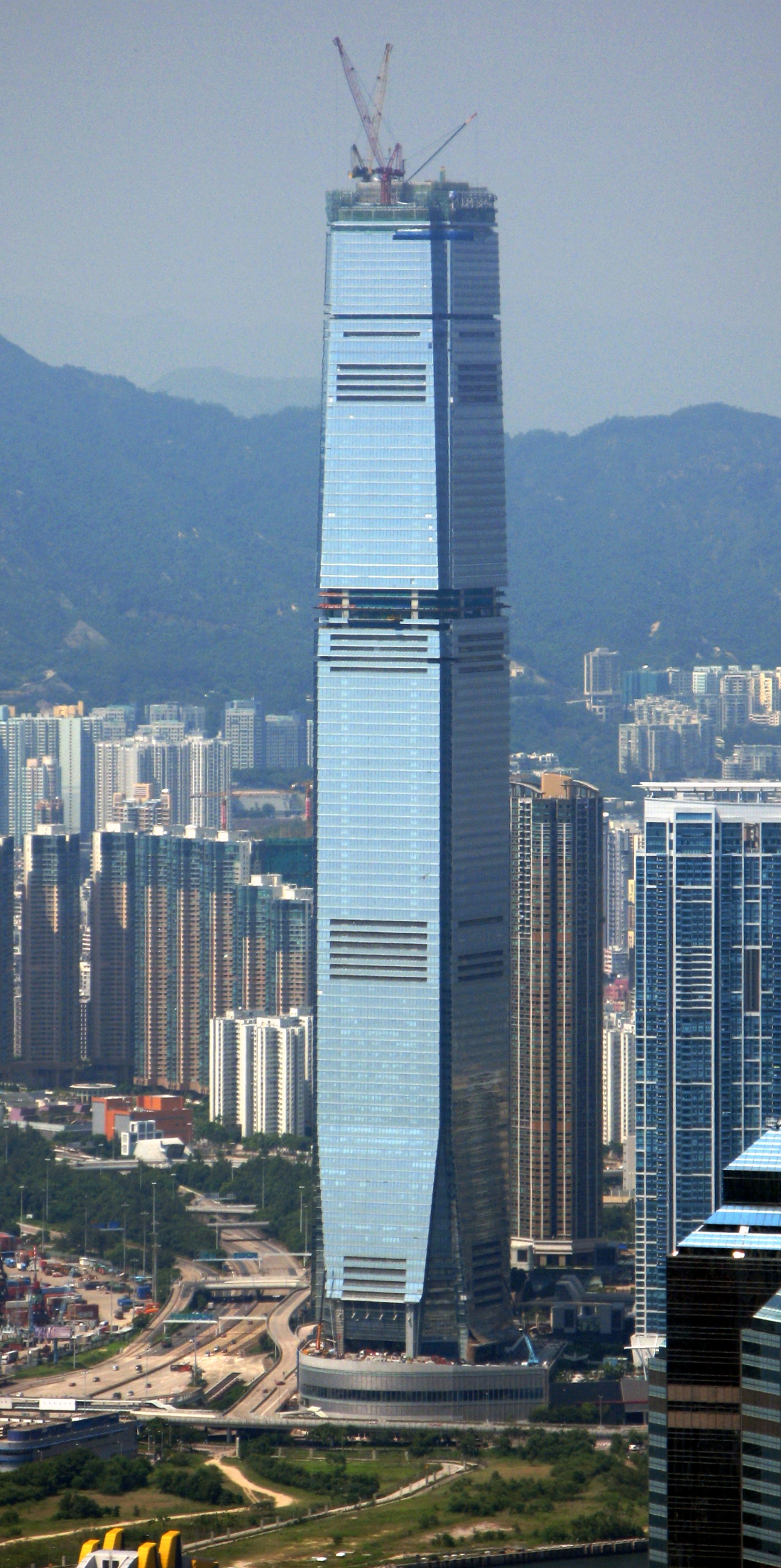